# Fusipagoda corbis
Fusipagoda corbis is een slakkensoort uit de familie van de Buccinidae. De wetenschappelijke naam van de soort is, Mohnia corbis, voor het eerst geldig gepubliceerd in 1913 door Dall.